# Conseil d'État du canton de Soleure
Pour les autres articles nationaux ou selon les autres juridictions, voir Conseil d'État.
Le Conseil d'État du canton de Soleure (en allemand : Regierungsrat des Kantons Solothurn) est le gouvernement du canton de Soleure, en Suisse.

## Description
Le Conseil d'État est une autorité collégiale, composée de cinq membres. Il est dirigé par le président du gouvernement (Landammann), en son absence par le vice-président (Vize-Landammann). Il se réunit en général une fois par semaine.
Chaque conseiller d'État est à la tête d'un ou de plusieurs départements (en allemand : Departement). Les départements portent les noms suivants :
- Département des constructions et de la justice (Bau- und Justizdepartement)
- Département de la formation et de la culture (Departement für Bildung und Kultur)
- Département des finances (Finanzdepartement)
- Département de l'intérieur (Departement des Innern)
- Département de l'économie (Volkswirtschaftsdepartement).

## Élection
Les membres du Conseil d'État sont élus au scrutin majoritaire à deux tours pour une période de quatre ans. La date de leur prise de fonctions est fixée par le Conseil cantonal de Soleure lors de sa séance constitutive suivant son renouvellement intégral, en mars, à chaque nouvelle législature,. Traditionnellement[à vérifier], le mandat des conseillers d'État commence le 1er août.
Le président et le vice-président sont élus pour une année calendaire par le Conseil d'État,.

## Composition actuelle (août 2021-juillet 2025)
- Remo Ankli (PLR), département de la formation et de la culture
- Sandra Kolly (Le Centre), département des constructions et de la justice
- Peter Hodel (PLR), département des finances
- Susanne Schaffner (PS), département de l'intérieur. Présidente en 2021
- Brigit Wyss (Les Verts), département de l'économie

## Anciennes compositions

### Août 2017-juillet 2021
- Remo Ankli (PLR), département de la formation et de la culture. Président en 2017
- Roland Fürst (PDC), département des constructions et de la justice. Président en 2019
- Roland Heim (PDC), département des finances. Président en 2018
- Susanne Schaffner (PS), département de l'intérieur
- Brigit Wyss (Verts), département de l'économie. Présidente en 2020

### Août 2013- juillet 2017
- Remo Ankli (PLR), département de la formation et de la culture
- Roland Fürst (PDC), département des constructions et de la justice. Président en 2016
- Esther Gassler (PLR), département de l'économie. Présidente en 2013
- Peter Gomm (PS), département de l'intérieur. Président en 2014
- Roland Heim (PDC), département des finances. Président en 2015

## Histoire
Successeur du Petit Conseil de l'Ancien Régime, le Conseil d'État voit le jour avec la révision constitutionnelle de 1841 ; il est alors constitué de neuf membres. Le nombre de conseillers d'État est réduit à sept membres en 1851, puis à cinq en 1856. Il est élu par le peuple depuis la révision constitutionnelle de 1887, qui réduit également la durée des législatures de cinq à quatre ans.
Le PRD détient l'intégralité des sièges du gouvernement jusqu'en 1887, année durant laquelle un premier représentant du PDC, Franz Josef Hänggi, accède au Conseil d'État. Le PS gagne un premier siège au gouvernement en 1917. Le PRD perd sa majorité absolue en 1952, lorsque le PS obtient un deuxième siège. En 1985, le PDC ravit un deuxième siège au PS, qui ne le récupère que brièvement, de 2003 à 2005. À partir de 1997, l'Union démocratique du centre tente sans succès d'obtenir un siège face à ces trois partis historiques. En 2017, les Verts prennent un siège au PRD, qui ne compte dès lors plus qu'un seul représentant au gouvernement. Le PRD récupère son deuxième siège en 2021 au détriment du PDC,.
La première femme élue au Conseil d'État soleurois est la radicale Cornelia Füeg en 1985. Elle en est également la première présidente en 1991. En 2017, deux femmes sont membres du gouvernement soleurois. Les femmes deviennent même majoritaires lors des élections de 2021, avec trois représentantes,,.

### Bases légales
- Constitution du canton de Soleure (Cst./SO) du 8 juin 1986 (état le 3 mars 2015), RS 131.221.
- Kantonsratsgesetz (KRG/SO) du 24 septembre 1989 (état 1er octobre 2017), BGS 121.1
- Geschäftsreglement des Kantonsrates von Solothurn (GRKR/SO) du 10 septembre 1991 (état 18 décembre 2015), BGS 121.2
- Gesetz über die Organisation des Regierungsrates und der Verwaltung (RVOG/SO) du 7 février 1999 (état 1er octobre 2017), BGS 122.111
- Verordnung über die Organisation des Regierungsrates und der Verwaltung (RVOV/SO) du 11 avril 2000 (état 1er janvier 2021), BGS 122.112
- Gesetz über die politischen Rechte (GpR/SO) du 22 septembre 1996 (état 1er septembre 2019), BGS 113.111